# Nostalgia (canción)
Nostalgia es el octavo sencillo de Los Pekenikes y la segunda pieza de su tercer álbum, Alarma (1969). El sencillo fue publicado antes que el álbum. 
Por primera vez en esa nueva etapa, el grupo se atreve a publicar un tema cantado, si bien el tono y extensión de la parte vocal no predomina sobre la parte instrumental. Aun así es destacable este giro en un grupo que tenía éxito por su faceta instrumental. La parte cantada está ejecutada por el batería, Félix Arribas, y filtrada electrónicamente, pero esto nunca ha sido oficial debido a falta de contrato por parte de la compañía. La pieza ha sido descrita como una mezcla de pop barroco alternado con una parte soul. Es una de las canciones que arregla Waldo de los Ríos y les acompaña la Orquesta Manuel de Falla.
La cara B la ocupa la Danza de los siete velos y medio, que, como la anterior y la siguiente cara B de los sencillos, no fue publicada en el álbum.

## Miembros
- Alfonso Sainz - Guitarra
- Lucas Sainz - Guitarra solista
- Ignacio Martín Sequeros - Bajo eléctrico
- Tony Luz - Guitarra rítmica
- Félix Arribas - Cantante, batería
- Pedro Luis García - Trombón
- Vicente Gasca - Trompeta
- Orquesta Manuel de Falla:[2] Waldo de los Ríos